# バストネサイト
バストネサイト (bastnäsite) あるいはバストネス石は、炭酸塩鉱物であり、フッ化鉱物である。スウェーデンのヴェストマンランド地方にあるバストネス鉱山 (Bastnäs) で発見され、同地にちなんで命名された。
フッ素が卓越した組成式 (Ce, La)CO3F のセリウムバストネス石 (bastnäsite-(Ce))、組成式 (La, Ce)CO3F のランタンバストネス石 (bastnäsite-(La))、組成式 NdCO3F のネオジムバストネス石 (bastnäsite-(Nd))、組成式 (Y, Ce)CO3F のイットリウムバストネス石 (bastnäsite-(Y)) の4種類が記載されている。さらにバストネス石グループとして、水酸基が卓越した水酸バストネス石（セリウム、ランタン、ネオジムの3種）、そしてトリウムとカルシウム、水分子を含むトリウムバストネス石（Thorbastnäsite, ThCa(CO3)2F2 · 3H2O）の4種が記載されている。産出するバストネス石のほとんどはセリウムバストネス石であり、セリウムはこの類の鉱物の中では、最も豊富に存在する希土類元素である。実際、セリウムはウィルヘルム・ヒージンガーによってバストネス産の本鉱から発見されている。
バストネス石とリン酸塩鉱物のモナズ石は最大の希土類元素の源である。
バストネス石は花崗岩、閃長岩、ペグマタイト、カーボナタイト、プロピライトなどに存在する。
バストネス石は炭酸塩であるが、希塩酸には溶けず熱濃塩酸に溶けるのが特徴。

## ギャラリー

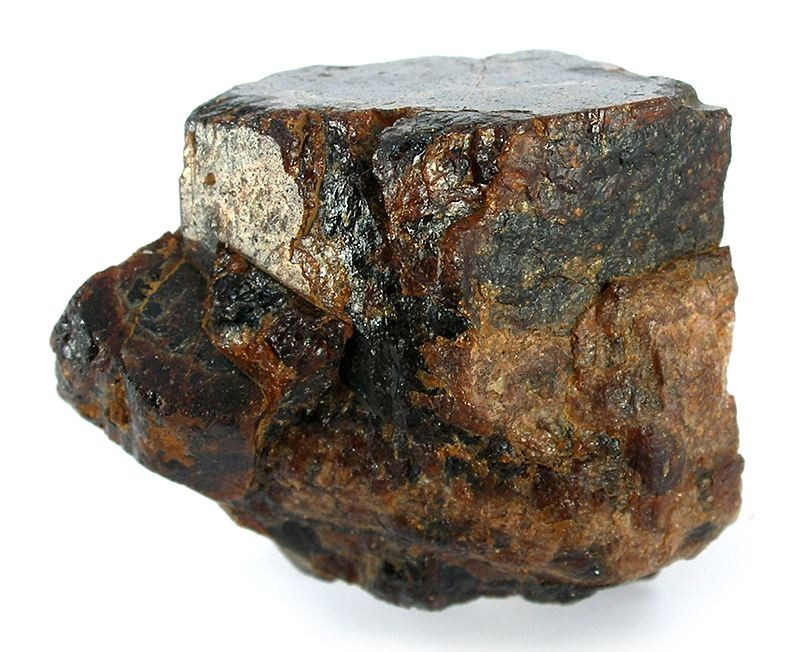
Manitou District, El Paso County, Colorado, USA のバストネス石結晶 (size: 4.3 x 3.8 x 3.3 cm)
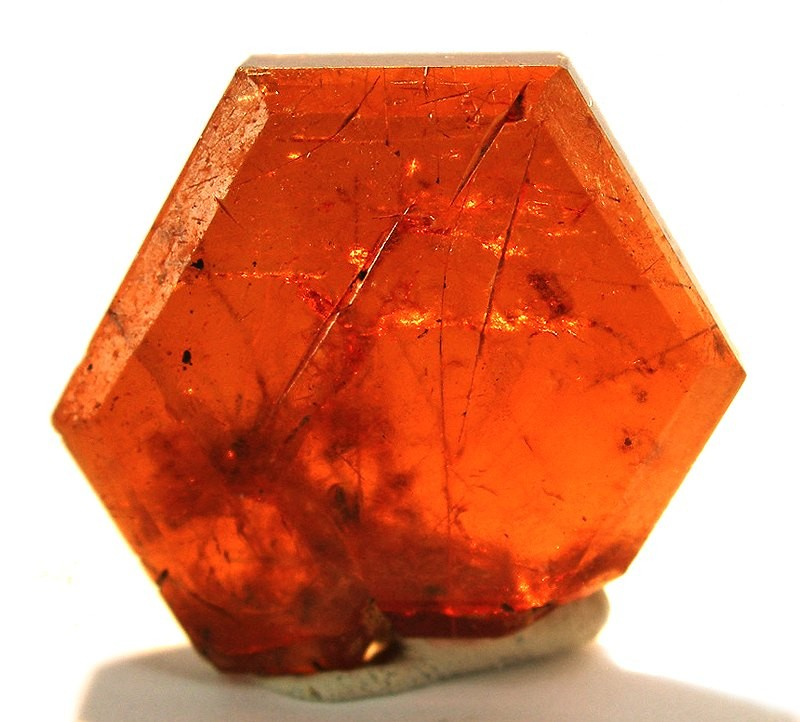
パキスタンの連邦直轄部族地域の Zagi Mountain のバストネス石結晶 (size: 1.5 x 1.5 x 0.3 cm)